# Schottische Badmintonmeisterschaft 1982
Die Schottische Badmintonmeisterschaft 1982 fand im Winter 1981/1982 in Edinburgh statt.

## Finalresultate
| Disziplin    | Sieger                           | Finalist                       | Ergebnis          |
| ------------ | -------------------------------- | ------------------------------ | ----------------- |
| Herreneinzel | Charlie Gallagher                | Dan Travers                    | 15–10, 18–13      |
| Dameneinzel  | Pamela Hamilton                  | Gillian Martin                 | 11–3, 11–8        |
| Herrendoppel | Dan Travers Billy Gilliland      | A. J. Baker Charlie Gallagher  | 15–9, 10–15, 15–1 |
| Damendoppel  | Alison Fulton Pamela Hamilton    | Linda Gardner Christine Heatly | 15–1, 15–5        |
| Mixed        | Billy Gilliland Christine Heatly | A. J. Baker Linda Gardner      | 15–10, 15–8       |